# Li Chao (diplomaat)
Li Chao (Jiangsu, 1918) is een Chinees diplomaat. Hij was de eerste ambassadeur voor zowel Jamaica als Suriname.

## Biografie
Li Chao is afkomstig uit de provincie Jiangsu. Hij werd in 1938 lid van het 8e Route-leger en in 1944 van de Communistische Partij van China. Na de oprichting van de Volksrepubliek China volgde hij de studie in diplomatie aan de Renmin-universiteit van China.
Na verschillende functies bij het ministerie van Buitenlandse Zaken, trad hij in juli 1973 aan als eerste Chinese ambassadeur voor Jamaica. Hij bleef aan tot november 1976. Na de Surinaamse onafhankelijkheid (1975) was hij in Suriname de eerste Chinese ambassadeur, van juli 1977 tot juni 1983. Hierna werd hij ambassadeur voor zijn land in Mexico. Hier diende hij van augustus 1983 tot april 1987.